# Lur (strumento musicale)
Il lur è il nome dato a due diversi tipi di strumenti musicali a fiato. I tipi più recenti sono fatti in legno ed erano in uso nella Scandinavia durante il medioevo. Il tipo più antico, che deriva il nome da quello più recente, è fatto in bronzo, risalente all'età del bronzo ed era spesso trovato in coppie, ritrovato principalmente in Danimarca.
Sono stati scoperti in totale 56 lur: 35 (includendo alcuni frammentari) in Danimarca, 4 in Norvegia, 11 in Svezia, 5 nella Germania settentrionale, e uno soltanto in Lettonia.

## Lur in legno
I più antichi riferimenti a uno strumento chiamato lur vengono dalle saghe islandesi, dove venivano descritti come strumenti di guerra, usati dalle truppe schierate per spaventare il nemico. Questi lur, molti dei quali sono stati scoperti dentro barche, sono  tubi in legno dritti con campanatura finale, lunghi circa un metro, senza fori e sono suonati in modo molto simile ai moderni ottoni.
Un tipo di lur molto simile a questi strumenti da guerra veniva suonato dagli allevatori e mungitrici nei paesi nordici almeno fino al medioevo.  Questi strumenti, chiamati in inglese birch trumpet (lett. tromba di betulla), venivano utilizzati per richiamare il bestiame e per fare segnalazioni. Simili nella struttura e tecnica esecutiva agli strumenti di guerra, essi sono fatti però con legno di betulla, mentre i lur usati in guerra con il legno di salice.

## Lur in bronzo
Lo strumento in bronzo, adesso conosciuto come lur, è molto probabilmente non correlato con i lur di legno, ed è stato chiamato così dagli archeologi del XIX secolo, traendone il nome dai lur lignei del XIII secolo menzionati da Saxo Grammaticus.
I lur in bronzo risalgono all'età del bronzo nordica, probabilmente alla prima metà del I millennio a.C. Essi sono grosso modo dei tubi conici a forma di S, senza fori, con campanatura finale, simile agli ottoni, e suonano piuttosto come un trombone. La parte opposta alla campanatura è leggermente rigonfia, simile alla campana di un moderno strumento a fiato (ottoni), ma non allo stesso grado. Un tipico lur in bronzo è lungo circa due metri.

## Il lur oggi
La parola lur è ancora molto viva nella lingua svedese, indicante ogni attrezzo a forma di imbuto utilizzato per produrre o ricevere il suono. Per esempio, la parola svedese che sta per cuffie è hörlurar (udito-lur), e un telefono cellulare potrebbe essere riferito come un lur nel contemporaneo svedese (derivato da telefonlur, ricevitore telefonico). La più nota marca di burro danese, la Lurpak, deve il suo nome allo strumento vichingo.